# لری اونز
لری اونز (انگلیسی: Larry Owens؛ زادهٔ ۸ ژانویهٔ ۱۹۸۳) بازیکن بسکتبال اهل ایالات متحده آمریکا است.
از باشگاه‌هایی که در آن بازی کرده‌است می‌توان به سن آنتونیو اسپرز، واشینگتن ویزاردز، و بروکلین نتس اشاره کرد.